# Larry McGettigan
Lawrence „Larry“ McGettigan (* 25. Dezember 1952 in Hackney; † 9. Januar 1994 in Watford) war ein englischer Fußballspieler.

## Karriere
McGettigan kam im November 1968 als Amateur zum FC Watford, im Februar 1969 wurde er Apprentice (dt. Auszubildender), im November 1970 unterzeichnete er seinen ersten Profivertrag. McGettigan debütierte in der Saison 1971/72 auf dem rechten Flügel für Watford. In seiner ersten Saison absolvierte er 25 Ligapartien und erzielte drei Treffer, der Klub stieg allerdings als abgeschlagener Tabellenletzter aus der Second Division in die Third Division ab und stellte mit 24 erzielten Toren einen neuen Minusrekord für die Spielklassen der Football League auf. In den folgenden drei Spielzeiten wurden Einsätze für McGettigan deutlich rarer, nach einem weiteren Abstieg am Ende der Saison 1974/75 verließ er den Verein im Sommer 1975 und schloss sich dem Viertligisten FC Barnsley an, seine dortige Zugehörigkeit endete aber schon wenige Wochen nach seinem Wechsel.
In der ersten Jahreshälfte 1976 war er auf vertragsloser Basis beim FC Brentford zugegen, ein neuerlicher Profivertrag kam aber nicht mehr zustande. McGettigan spielte in der Folge im lokalen Non-League football von Hertfordshire für Emeralds und die Sandridge Rovers. Beruflich verdiente er seinen Lebensunterhalt als Sortierer in einer Postfiliale und blieb bis 1993 in der Fußball-Betriebsmannschaft aktiv. McGettigan starb im Januar 1994 an einem Herzinfarkt.